# Tajuña
Il Tajuña (dal latino Tagonius) è un fiume della Spagna centrale. Scorre nelle provincie di Guadalajara e Madrid. È un affluente di sinistra del Jarama e di conseguenza un subaffluente del Tago. Nasce nelle vicinanze di Maranchón (Guadalajara), nella Fuente del carro presso il paese di Clares. È un fiume che può essere definito come di brughiera, incassato in profonde valli di calcari del Miocene, caratterizzate da argille e calcari dolomitici.
È sbarrato da una sola diga, La Tajera, con un bacino di 409 ha, che sommerse le campagne di Torrecuadrada de los Valles e di El Sotillo, presso Cifuentes. Passa per Anguita; Luzaga; Cortes de Tajuña; Abánades; Brihuega; Armuña de Tajuña; Aranzueque e Loranca de Tajuña. Entra nella Comunità di Madrid a Pezuela de las Torres e sbocca nel Jarama presso Titulcia (Madrid).

## Clima
Il clima nel bacino è, a partire dalla sorgente, mediterraneo temperato, più secco e arido avvicinandosi allo sbocco nel Jarama, con un regime di piogge più frequenti in autunno-inverno e primavera, con una breve siccità invernale ed una maggiore in estate.

## Morfologia
Essendo un fiume dell'interno, i suoi affluenti, nella provincia di Guadalajara sono solitamente ruscelli stagionali, che apportano portate, soprattutto in primavera ed alimentandosi, nel resto dell'anno, generalmente per risorgive, nello stesso letto o per mezzo di fonti, dalla falda «Calizas del Páramo de la Alcarria». In questa falda di 2.200 km², di cui 1.600 compresi nella provincia di Guadalajara e 600 in quella di Madrid, l'acqua si situa a 30-40 metri di profondità e viene alimentata dalle infiltrazioni della pioggia; la falda scarica le sue acque per la maggior parte (circa 120 ettometri cubici all'anno) al Tajuña, per mezzo di affluenti come l'Ungría ad Armuña de Tajuña e, nella Comunità di Madrid, l'arroyo de la Vega de Valdesachas.

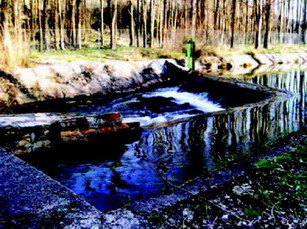
Il Tajuña.

Come tutti i fiumi della Meseta sud, a causa dell'inclinazione della Meseta verso sudovest, spinta dal piegamento alpino, ha una direzione nordest-sudovest con valli, dove non è incassato, di ridotta larghezza.
Attualmente questo fiume rifornisce di acqua potabile la Mancomunidad de Aguas del Río Tajuña che comprende 34 paesi della provincia di Guadalajara e il sudest della Comunità di Madrid.

## Spazi naturali
Lungo il corso del Tajuña a partire dalla sorgente, negli afflussi, dalle brughiere di Molina de Aragón, fino alla confluenza con il Jarama, vi sono vari ecosistemi protetti o in via di protezione (Red Natura 2000), e nella zona di influenza di questo fiume appaiono:
- La Valle del Tajuña (ES4240015) e (ES4240392) a Torrecuadrada, che presenta, nei ripidi pendii, un'interessante combinazione di ginepraio di Juniperus thurifera e Juniperus phoenicea, oltre ad un'eccellente massa forestale di lecci e quejigos.

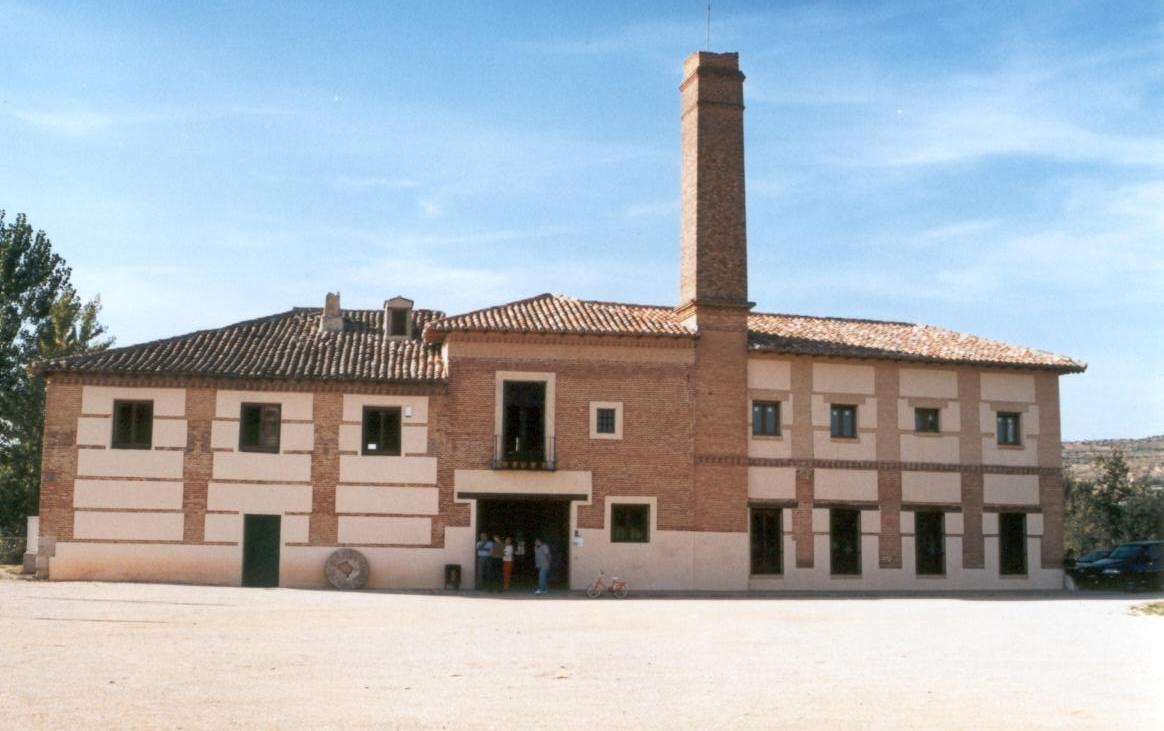
Vecchio mulino ad acqua per la produzione di farina a Morata de Tajuña, alimentato dalle acque del Tajuña. Oggi è stato convertito in museo.

- Riberas de Valfermoso de Tajuña y Brihuega (ES4240021) conservano parti di bosco di argine, abbastanza ben conservati e una fauna ittica protetta.
- Quejigares de Barriopedro y Brihuega (ES4240014).
- Rebollar de Navalpotro (ES4240012) protetto per essere un bosco originario, di Quercus pyrenaica, tra boschi più calcarei.

Nella Comunità di Madrid hanno una grande importanza ecologica le zone umide stabili per la frattura del livello superiore della falda, sia per forma naturale che artificiale, come quelle di Cassasola, San Galindo e la Laguna de San Juan. Si tratta di tablas di poca profondità ed estensione, di regime idrico fluttuante e sono magnifici siti di sosta per uccelli migratori tra la pianura manchega e la Valle del Ebro attraverso il Sistema Iberico.

## Curiosità
Lungo il suo corso il fiume dà nome a varie località, nelle due province attraversate:
- Provincia di Guadalajara
  - Armuña de Tajuña.
  - Cortes de Tajuña.
  - Loranca de Tajuña.
  - Masegoso de Tajuña.

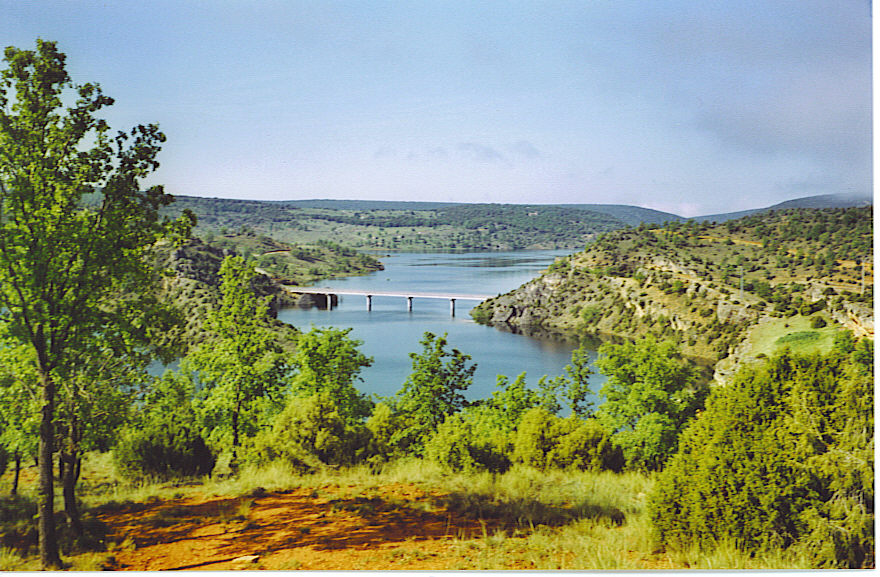
Lago di La Tajera.

  - Valfermoso de Tajuña (anticamente Valfermoso de las Sogas).
- Comunità di Madrid
  - Tielmes de Tajuña.
  - Morata de Tajuña.
  - Orusco de Tajuña.
  - Perales de Tajuña.